# Отрыв (фильм, 2018)
«Отры́в» — российский полнометражный художественный фильм-триллер 2018 года режиссёра Тиграна Саакяна. 
Премьера фильма состоялась 12 февраля 2019 года в кинотеатре «Октябрь» в Москве. Выход в широкий прокат состоялся 14 февраля 2019 года. В первый уикенд показа фильм собрал 7,5 млн рублей.
Критика фильма состоит из обвинений в плагиате, так как сюжет фильма похож на сюжет американского триллера «Замёрзшие», снятого режиссёром Адамом Грином в 2010 году.

## Сюжет
Группа приятелей хочет встретить Новый год на вершине горы, чтобы получить максимум впечатлений. Для этого они добираются до старого фуникулёра, расположенного на вершине горы. Подготовка к празднованию была в самом разгаре, но никто из них даже представить себе не мог, чем обернётся для них эта ситуация. Всё кардинально меняется, когда вагончик, на котором ребята отправились в путь, неожиданно останавливается. Спустя некоторое время подача электричества возобновляется, и вагончик продолжает путь, поэтому, когда он останавливается второй раз, никто из собравшихся в нём не придаёт этому большого значения - все начинают праздновать новый год прямо там. Однако к утру первого января он так и не трогается. Ребята сначала надеются, что к ним должна прийти помощь. Чтобы согреться, они разводят костёр, сжигая разный мусор. Однако костерок быстро гаснет, также как и их надежда. Группу людей начинает охватывать паника, в них просыпаются низменные инстинкты выживания. Сначала ребята предпринимают попытку спуститься вниз по тросу, но один из них срывается в расщелину скалы, скрывавшуюся под слоем снега. Оставшиеся начинают терять надежду на спасение. Внутри вагончика начинается война за выживание

## В ролях
| Актёр             | Роль            |
| ----------------- | --------------- |
| Ирина Антоненко   | Катя            |
| Денис Косяков     | Денис Селезнёв  |
| Ингрид Олеринская | Вика            |
| Михаил Филиппов   | Роман Микалович |
| Андрей Назимов    | Кирилл          |

## Награды
- «Специальную премию за отечественный вклад в развитие жанров остросюжетного кино» премии «Капля» получили режиссёр фильма Тигран Саакян и сценарист Ольга Рудь.